# DDR-Oberliga 1968/69 (Badminton)
Die DDR-Oberliga im Badminton war in der Saison 1968/1969 die höchste Mannschaftsspielklasse der in der DDR Federball genannten Sportart. Es war die zehnte Austragung dieser Mannschaftsmeisterschaft.

## Ergebnisse
Aktivist Tröbitz - Lok Magdeburg 10:1
15. September 1968 Magdeburg
1. MX: Klaus Katzor / Rita Gerschner - Heinz-Joachim Fölsche / Christa Boettcher 15:4 18:14
2. MX: Joachim Schimpke / Annemarie Seemann - Hanne Herrmann / Petra Fölsche 15:12 15:11
1. HD: Klaus Katzor / Joachim Schimpke - Heinz-Joachim Fölsche / Eberhard Claus 15:3 15:6
2. HD: Gottfried Seemann / Erich Wilde - Hanne Herrmann / Peter Dolniczek 15:9 15:5
1. HE: Klaus Katzor - Heinz-Joachim Fölsche 15:4 15:5
2. HE: Joachim Schimpke - Hanne Herrmann 15:1 15:1
3. HE: Gottfried Seemann - Peter Dolniczek 15:5 15:4
4. HE: Erich Wilde - Eberhard Claus 8:15 15:7 11:15
1. DE: Rita Gerschner - Christa Boettcher 11:4 11:5
2. DE: Annemarie Seemann - Petra Fölsche 11:1 11:1
1. DD: Rita Gerschner / Annemarie Seemann - Christa Boettcher / Petra Fölsche 15:2 15:8
Aktivist Tröbitz - EBT Berlin 10:1
22. September 1968 Tröbitz
1. MX: Klaus Katzor / Rita Gerschner - Wolfgang Bartz / Margit Maehs 15:13 15:3
2. MX: Joachim Schimpke / Annemarie Seemann - Klaus Adam / Gudrun Abraham 15:10 15:7
1. HD: Klaus Katzor / Joachim Schimpke - Wolfgang Bartz / Kurt Willumeit 15:9 15:10
2. HD: Gottfried Seemann / Harry Deinert - Hans Abraham / Klaus Adam 15:3 17:16
1. HE: Klaus Katzor - Wolfgang Bartz 15:5 15:2
2. HE: Joachim Schimpke - Kurt Willumeit 15:12 15:4
3. HE: Gottfried Seemann - Hans Abraham 15:4 15:1
4. HE: Harry Deinert - Klaus Adam 6:15 7:15
1. DE: Rita Gerschner - Margit Maehs 11:0 11:1
2. DE: Annemarie Seemann - Gudrun Abraham 11:0 12:10
1. DD: Rita Gerschner / Annemarie Seemann - Margit Maehs / Gudrun Abraham 15:2 15:4
Aktivist Tröbitz - Traktor Pätz 10:1
29. September 1968 Pätz
1. MX: Klaus Katzor / Rita Gerschner - Klaus Krüger / Monika Habanz 15:6 15:7
2. MX: Joachim Schimpke / Annemarie Seemann - Dieter Milde / Monika Rath 11:15 15:11 18:16
1. HD: Klaus Katzor / Joachim Schimpke - Klaus Krüger / Joachim Wiemann 15:6 17:14
2. HD: Erich Wilde / Gottfried Seemann - Dieter Milde / Volker Krüger 15:1 15:4
1. HE: Klaus Katzor - Klaus Krüger 15:2 15:2
2. HE: Joachim Schimpke - Dieter Milde 15:12 15:10
3. HE: Gottfried Seemann - Joachim Wiemann 15:4 15:1
4. HE: Erich Wilde - Volker Krüger 15:5 15:1
1. DE: Rita Gerschner - Monika Rath 11:7 11:4
2. DE: Annemarie Seemann - Monika Habanz 6:11 11:7 7:11
1. DD: Annemarie Seemann / Rita Gerschner - Monika Rath / Monika Habanz 15:2 12:15 15:5
Aktivist Tröbitz - DHfK Leipzig 11:0
13. Oktober 1968 Leipzig
1. MX: Klaus Katzor / Rita Gerschner - Volker Herbst / Beate Herbst 12:15 15:7 15:9
2. MX: Joachim Schimpke / Annemarie Seemann - Gerd Pigola / Marianne Döhler 15:6 15:12
1. HD: Klaus Katzor / Joachim Schimpke - Volker Herbst / Gerd Pigola 15:13 15:7
2. HD: Erich Wilde / Gottfried Seemann - Frank Geißler / Gerd Hachmeister 15:5 15:7
1. HE: Klaus Katzor - Volker Herbst 16:17 15:1 15:0
2. HE: Joachim Schimpke - Gerd Pigola 15:3 15:0
3. HE: Gottfried Seemann - Joachim Gerhardt 15:8 15:6
4. HE: Erich Wilde - Frank Geißler 15:11 15:7
1. DE: Rita Gerschner - Beate Herbst 11:3 11:2
2. DE: Annemarie Seemann - Marianne Döhler 11:3 11:3
1. DD: Rita Gerschner / Annemarie Seemann - Beate Herbst / Marianne Döhler 15:2 15:8
Aktivist Tröbitz - Post Berlin 10:1
27. Oktober 1968 Tröbitz
1. MX: Klaus Katzor / Rita Gerschner - Günter Leschke / Jutta Benzmann 15:5 15:6
2. MX: Joachim Schimpke / Annemarie Seemann - Margitta Standfuß / Helmut Standfuß 15:10 15:8
1. HD: Klaus Katzor / Joachim Schimpke - Heiner Fehst / Axel Rau 15:7 15:5
2. HD: Erich Wilde / Gottfried Seemann - Günter Leschke / Helmut Standfuß 15:11 15:6
1. HE: Klaus Katzor - Heiner Fehst 15:2 15:0
2. HE: Joachim Schimpke - Günter Leschke 15:5 15:7
3. HE: Gottfried Seemann (verletzt) - Helmut Standfuß 0:15 0:15
4. HE: Erich Wilde - Axel Rau 15:2 15:0
1. DE: Rita Gerschner - Jutta Benzmann 11:2 3:11 11:1
2. DE: Annemarie Seemann - Margitta Standfuß 11:0 11:0
1. DD: Annemarie Seemann / Rita Gerschner - Jutta Benzmann / Margitta Standfuß 15:1 15:2
Aktivist Tröbitz - Einheit Greifswald 10:1
3. November 1968 Tröbitz
1. MX: Joachim Schimpke / Annemarie Seemann - Edgar Michalowski / Gisela Rediek 15:5 5:15 15:12
2. MX: Gottfried Seemann / Rita Gerschner - Erfried Michalowsky / Andrea Reichel 15:10 15:6
1. HD: Klaus Katzor / Joachim Schimpke - Edgar Michalowski / Erfried Michalowsky 5:15 15:3 9:15
2. HD: Gottfried Seemann / Erich Wilde - Klaus Müller / Hubert Wagner 15:4 15:3
1. HE: Klaus Katzor - Edgar Michalowski 15:6 14:18 15:9
2. HE: Joachim Schimpke - Erfried Michalowsky 15:3 15:9
3. HE: Gottfried Seemann - Klaus Müller 15:7 15:11
4. HE: Erich Wilde - Hubert Wagner 15:5 15:7
1. DE: Rita Gerschner - Andrea Reichel 11:0 11:0
2. DE: Annemarie Seemann - Gisela Rediek 11:3 11:1
1. DD: Rita Gerschner / Annemarie Seemann - Andrea Reichel / Gisela Rediek 15:0 15:3
Aktivist Tröbitz - Motor Zittau 10:1
10. November 1968 Zittau
1. MX: Klaus Katzor / Rita Gerschner - Rainer Ullrich / Inge Großmann 15:5 15:4
2. MX: Gottfried Seemann / Annemarie Seemann - - 15:0 15:0
1. HD: Klaus Katzor / Joachim Schimpke - Claus Stegner / Horst Hensel 12:15 18:17 15:7
2. HD: Erich Wilde / Gottfried Seemann - Rainer Ullrich / Gottlieb Plaxin 15:3 15:3
1. HE: Klaus Katzor - Claus Stegner 15:11 15:0
2. HE: Joachim Schimpke - Horst Hensel 17:14 1:15 15:11
3. HE: Gottfried Seemann - Rainer Ullrich 15:3 15:11
4. HE: Erich Wilde - Gottlieb Plaxin 9:15 15:8 15:3
1. DE: Rita Gerschner - Gudrun Hensel (o.K.) 11:0 11:0
2. DE: Annemarie Seemann - Inge Großmann 4:11 6:11
1. DD: Rita Gerschner / Annemarie Seemannk - Gudrun Hensel / Inge Großmann (o.K.) 15:0 15:0
Aktivist Tröbitz - EBT Berlin 9:2
2. Februar 1969 Berlin
1. MX: Joachim Schimpke / Ruth Mertzig - Wolfgang Bartz / Margit Maehs 15:7 15:6
2. MX: Gottfried Seemann / Rita Gerschner - Klaus Adam / Gudrun Abraham 15:13 9:15 15:7
1. HD: Klaus Katzor / Joachim Schimpke - Lothar Diehr / Wolfgang Bartz 15:12 15:9
2. HD: Erich Wilde / Gottfried Seemann - Hans Abraham / Klaus Adam 15:11 12:15 15:1
1. HE: Klaus Katzor - Lothar Diehr 15:8 15:2
2. HE: Joachim Schimpke - Wolfgang Bartz 15:4 18:13
3. HE: Gottfried Seemann - Hans Abraham 15:10 15:4
4. HE: Erich Wilde - Klaus Adam 7:15 15:8 9:15
1. DE: Rita Gerschner - Margit Maehs 11:3 11:0
2. DE: Ruth Mertzig - Gudrun Abraham 11:1 5:11 3:11
1. DD: Rita Gerschner / Ruth Mertzig - Margit Maehs / Gudrun Abraham 15:3 15:4
Aktivist Tröbitz - Traktor Pätz 8:3
2. März 1969 Luckau
1. MX: Klaus Katzor / Rita Gerschner - Klaus Krüger / Monika Habanz 15:10 15:14
2. MX: Joachim Schimpke / Annemarie Seemann - Dieter Milde / Monika Rath 13:15 2:15
1. HD: Klaus Katzor / Joachim Schimpke - Klaus Krüger / Joachim Wiemann 15:2 15:5
2. HD: Erich Wilde / Gottfried Seemann - Dieter Milde / Karl Jänicke 15:3 15:3
1. HE: Klaus Katzor - Klaus Krüger 15:1 15:8
2. HE: Joachim Schimpke - Dieter Milde 15:5 15:12
3. HE: Gottfried Seemann - Joachim Wiemann 15:6 15:0
4. HE: Erich Wilde - Karl Jänicke 15:8 15:9
1. DE: Rita Gerschner - Monika Rath 4:11 11:2 11:2
2. DE: Annemarie Seemann - Monika Habanz 11:8 9:12 0:11
1. DD: Rita Gerschner / Annemarie Seemann - Monika Rath / Monika Habanz 11:15 11:15
Aktivist Tröbitz - Lok Magdeburg 11:0
9. März 1969 Tröbitz
1. MX: Klaus Katzor / Annemarie Seemann - Heinz-Joachim Fölsche / Petra Fölsche 15:4 15:4
2. MX: Gottfried Seemann / Ruth Mertzig - Hanne Hermann / Gerlind Dolniczek 15:1 15:5
1. HD: Klaus Katzor / Gottfried Seemann - Heinz-Joachim Fölsche / Alfred Meitz 15:3 15:1
2. HD: Klaus-Peter Färber / Roland Riese - Hanne Herrmann / Peter Dolniczek 15:2 15:9
1. HE: Klaus Katzor - Heinz-Joachim Fölsche 15:6 15:4
2. HE: Gottfried Seemann - Hanne Herrmann 15:1 15:3
3. HE: Klaus-Peter Färber - Peter Dolniczek 15:1 15:0
4. HE: Roland Riese - Alfred Meitz 15:1 15:2
1. DE: Annemarie Seemann - Gerlind Dolniczek 11:2 11:6
2. DE: Ruth Mertzig - Petra Fölsche 11:5 11:1
1. DD: Ruth Mertzig / Annemarie Seemann - Gerlind Dolniczek / Petra Fölsche 15:7 15:8
Aktivist Tröbitz - Post Berlin 10:1
13. April 1969 Berlin, Postsporthalle
1. MX: Klaus Katzor / Annemarie Seemann - Heiner Fehst / Jutta Benzmann 0:15 0:15
2. MX: Gottfried Seemann / Ruth Mertzig - Helmut Standfuß / Margitta Standfuß 15:7 15:11
1. HD: Klaus Katzor / Joachim Schimpke - Heiner Fehst / Axel Rau 15:3 18:15
2. HD: Roland Riese / Gottfried Seemann - Helmut Standfuß / Günter Beier 8:15 15:5 15:4
1. HE: Klaus Katzor - Heiner Fehst 15:3 15:10
2. HE: Joachim Schimpke - Helmut Standfuß 9:15 15:9 15:7
3. HE: Gottfried Seemann - Axel Rau 15:0 15:8
4. HE: Roland Riese - Günter Beier 15:5 15:1
1. DE: Annemarie Seemann - Jutta Benzmann 11:9 11:3
2. DE: Ruth Mertzig - Gisela Müller 11:0 11:0
1. DD: Ruth Mertzig / Annemarie Seemann - Jutta Benzmann / Margitta Standfuß 15:17 15:12 15:6
Aktivist Tröbitz - Einheit Greifswald 9:2
4. Mai 1969 Greifswald
1. MX: Joachim Schimpke / Annemarie Seemann - Klaus Müller / Gisela Rediek 11:15 15:7 5:15
2. MX: Gottfried Seemann / Rita Gerschner - Hans-Peter Meyer / Dagmar Otto 15:1 15:7
1. HD: Klaus Katzor / Joachim Schimpke - Klaus Müller / Hans-Peter Meyer 15:0 15:11
2. HD: Erich Wilde / Roland Riese - Hubert Wagner / Hans-Jürgen Schirrmacher 15:9 15:5
1. HE: Klaus Katzor - Klaus Müller 15:2 10:15 15:5
2. HE: Joachim Schimpke - Hans-Jürgen Schirrmacher 15:5 15:12
3. HE: Gottfried Seemann - Hans-Peter Meyer 18:13 15:7
4. HE: Roland Riese - Hubert Wagner 15:9 15:6
1. DE: Rita Gerschner - Dagmar Otto 11:0 11:5
2. DE: Annemarie Seemann - Gisela Rediek 6:11 9:11
1. DD: Rita Gerschner / Annemarie Seemann - Dagmar Otto / Gisela Rediek 15:3 15:3
Aktivist Tröbitz - Motor Zittau 7:4
10. Mai 1969 Tröbitz
1. MX: Gottfried Seemann / Annemarie Seemann - Horst Hensel / Brigitte Plaxin 15:8 15:13
2. MX: Klaus-Peter Färber / Angelika Seifert - Rainer Ullrich / Gudrun Hensel 4:15 12:15
1. HD: Gottfried Seemann / Erich Wilde - Horst Hensel / Gottlieb Plaxin 15:11 15:6
2. HD: Klaus-Peter Färber / Roland Riese - - 15:0 15:0
1. HE: Gottfried Seemann - - 15:0 15:0
2. HE: Erich Wilde - Horst Hensel 15:10 15:13
3. HE: Roland Riese - Gottlieb Plaxin 18:15 15:6
4. HE: Klaus-Peter Färber - Rainer Ullrich 15:12 15:3
1. DE: Angelika Seifert - Gudrun Hensel 1:11 4:11
2. DE: Ruth Mertzig - Brigitte Plaxin 7:11 7:11
1. DD: Ruth Mertzig / Annemarie Seemann - Gudrun Hensel / Brigitte Plaxin 5:15 4:15
Aktivist Tröbitz - DHfK Leipzig 10:1
17. Mai 1969 Tröbitz
1. MX: Klaus Katzor / Monika Thiere - Volker Herbst / Beate Herbst 15:7 7:15 18:17
2. MX: Joachim Schimpke / Annemarie Seemann - Gerd Hachmeister / Marianne Döhler 15:7 15:17 15:10
1. HD: Klaus Katzor / Joachim Schimpke - Volker Herbst / Gerd Pigola 15:12 14:15 15:3
2. HD: Gottfried Seemann / Roland Riese - Gerd Hachmeister / Bernd Hachmeister 15:5 12:15 15:7
1. HE: Klaus Katzor - Volker Herbst 15:0 15:7
2. HE: Joachim Schimpke - Gerd Pigola 10:15 15:4 18:16
3. HE: Gottfried Seemann - Gerd Hachmeister 15:1 15:5
4. HE: Roland Riese - Bernd Hachmeister 15:4 15:5
1. DE: Monika Thiere - Beate Herbst 0:11 0:11
2. DE: Annemarie Seemann - Marianne Döhler 11:4 11:5
1. DD: Monika Thiere / Annemarie Seemann - Beate Herbst / Dagmar Pigola 15:3 15:11

## Endstand
| Platz | Mannschaft |
| ----- | --- |
| 1.    | Aktivist Tröbitz (Gottfried Seemann, Joachim Schimpke, Erich Wilde, Klaus-Peter Färber, Klaus Katzor, Roland Riese, Harry Deinert, Ruth Mertzig, Rita Gerschner, Annemarie Seemann, Angelika Seifert, Monika Thiere) |
| 2.    | HSG DHfK Leipzig (Volker Herbst, Gerd Pigola, Bernd Hachmeister, Gerd Hachmeister, Joachim Gerhardt, Frank Geißler, Beate Herbst, Dagmar Pigola, Marianne Döhler)                                                    |
| 3.    | Einheit Greifswald (Klaus Müller, Erfried Michalowsky, Edgar Michalowski, Hans-Jürgen Schirrmacher, Hans-Peter Meyer, Hubert Wagner, Dagmar Otto, Andrea Reichel, Gisela Rediek, Hannelore Günther, Jutta Steffen)   |
| 4.    | Motor Zittau (Claus Stegner, Horst Hensel, Helmut Küpper, Rainer Ullrich, Gottlieb Plaxin, Brigitte Plaxin, Gudrun Hensel, Inge Großmann)                                                                            |
| 5.    | EBT Berlin (Lothar Diehr, Wolfgang Bartz, Hans Abraham, Klaus Adam, Kurt Willumeit, Werner Wienecke, Dietmar Drechsler, Gudrun Abraham, Margit Maehs)                                                                |
| 6.    | Traktor Pätz (Klaus Krüger, Joachim Wiemann, Karl Jänicke, Volker Krüger, Dieter Milde, Monika Habanz, Monika Rath)                                                                                                  |
| 7.    | Post Berlin (Helmut Standfuß, Günter Beier, Heiner Fehst, Axel Rau, Günter Leschke, Jutta Benzmann, Margitta Standfuß, Gisela Müller)                                                                                |
| 8.    | Lok Magdeburg (Heinz-Joachim Fölsche, Alfred Meitz, Hanne Herrmann, Peter Dolniczek, Eberhard Claus, Christa Boettcher, Gerlind Dolniczek, Petra Fölsche)                                                            |